# Émile Dubonnet

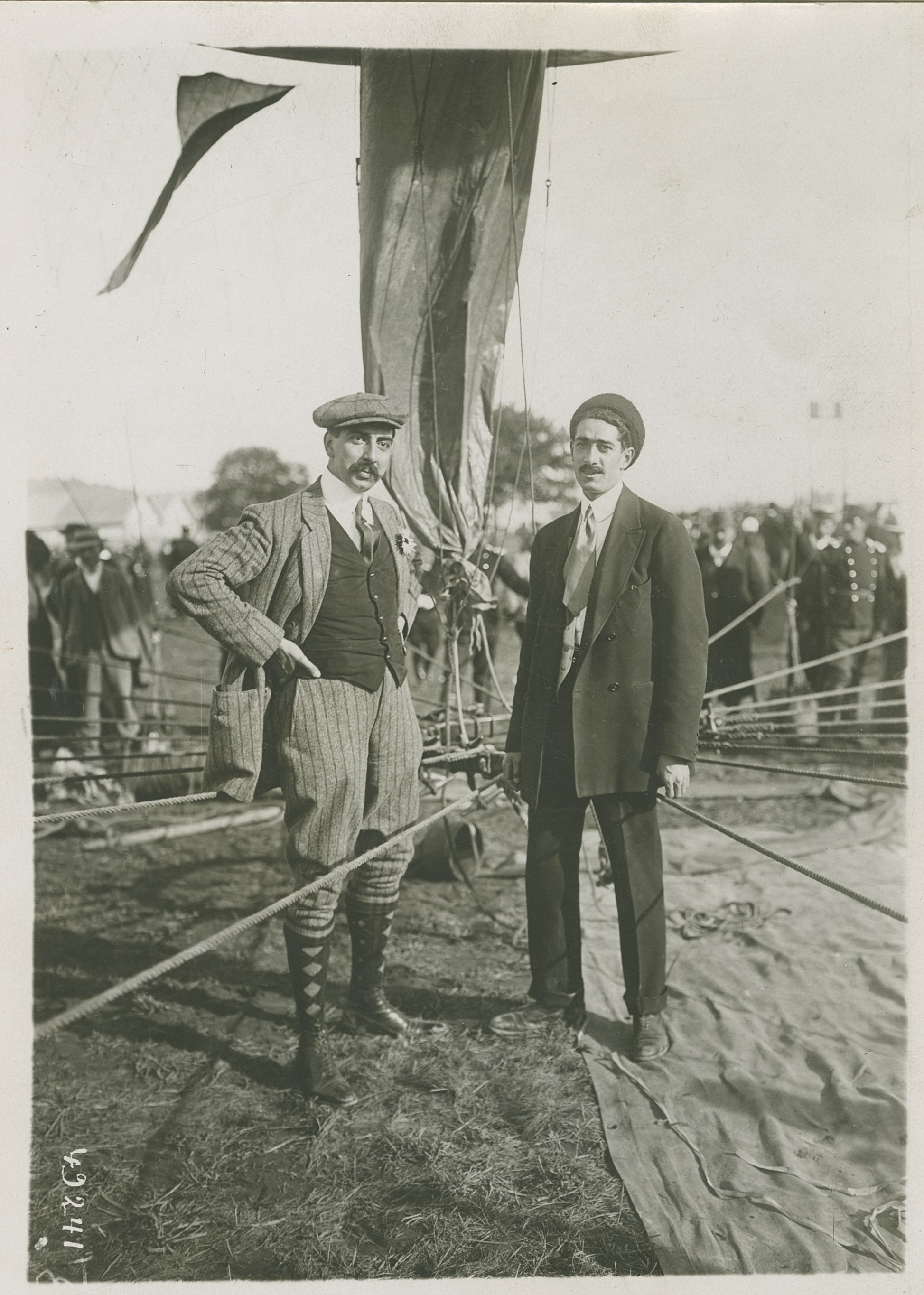
Émile Dubonnet avec son aérostat en 1920.

Émile Dubonnet, né le 18 octobre 1883 à Paris et mort le 4 octobre 1950 à Montrieux-en-Sologne, est un industriel français propriétaire de la société Dubonnet. Il est fait officier de la Légion d'honneur en 1931.

## Biographie
Passionné de sports, il pratique de nombreuses disciplines, du football à l'escrime, du cyclisme au patinage sur glace, de l'aviron au sport automobile, du baseball à l'aviation notamment qu'il renoncera à pratiquer à la suite de son mariage. Il est également un des grands mécènes du sport français au début du XXe siècle.
Il participe aux éditions 1907, 1908 (Berlin), 1909 (Zurich) et 1911 (Kansas City) de la Coupe aéronautique Gordon Bennett en ballon, après avoir reçu son baptême de l'air en sphérique en février 1906, parrainé par Jacques Faure.
Titulaire du brevet de pilote no 47 (daté du 7 avril 1910), il établit le 3 avril 1910 un record du monde dès son premier vol avec un parcours de 109 km bouclé en une heure, 48 minutes et 54 secondes 4/5. Houris et Robert Duhamel ont construit le monoplan Tellier avec lequel Émile Dubonnet a volé de Juvisy à La Ferté Saint Aubin ce 3 avril 1910, remportant par la même le Prix de « La Nature ». À la demande des chantiers Tellier, une plaque de bronze est réalisée par le sculpteur L. Cariat sur laquelle on peut voir le buste de profil d’Émile Dubonnet regardant un avion survolant Paris avec les inscriptions suivantes : La société des chantiers Tellier à Émile Dubonnet Traversée de Paris. Juvisy-Orléans Avril 1910 et la signature L. Cariat.
Le 23 avril 1910, Émile Dubonnet se fait remarquer en devenant le deuxième pilote, après le comte de Lambert, à avoir survolé Paris. Un exploit réalisé avec un monoplan Tellier à moteur Panhard et Levassor de 35 chevaux, Dubonnet volant alors de Juvisy jusqu’à Bagatelle.
Émile Dubonnet participe à la Grande Semaine d'aviation de Rouen en juin 1910. Il pilote un avion Tellier à la 2e semaine d'aviation de Champagne (Reims - Juillet 1910).
Le 8 janvier 1912, il s'empare du record du monde de distance en ballon en parcourant 1 954 kilomètres de Lamotte-Beuvron à Sokolowska en Russie.

## Distinctions
- Chevalier de la Légion d'honneur (1913)[5]
- Officier de la Légion d'honneur (1931)[5]

## Sources
- Le Matin, 11 décembre 1912 sur Gallica.fr
- David Méchin, « André Dubonnet, pilote sur tous les fronts », Le Fana de l'Aviation, no 590,‎ janvier 2019, p. 54-64.